# Кременчуцька тютюнова фабрика
«Кременчу́цька тютюно́ва фа́брика» — тютюнова фабрика в Кременчуці, що з 2000 року входить до складу корпорації «Japan Tobacco». За 2011 рік фабрика виробила 23,6 млрд цигарок та сплатила податків у бюджет України 581,6 мільйонів доларів.

## Історія
У 1842 році була заснована Кременчуцька тютюнова фабрика, в червні 1993 року — ЗАТ «Р.Дж. Рейнолдс Тобакко-Кременчук», у червні 2000 року — ЗАТ «Джей Ті Інтернешнл Україна».
2016 рік фабрика завершила зі збитком 48,13 млн гривень.
Станом на початок жовтня 2017 року фабрику входила в число десяти найбільших платників податків України.
У 2021 році компанія очолила рейтинг 50 кращих роботодавців України за версією ділового видання Forbes. 

## Виробництво та продукція

Схема розміщення підприємства

Одна з будівель підприємства

Виробнича потужність — січень-травень 2004 р. — 94,08 %.
Основна номенклатура продукції — серія Monte Carlo, серія Magna, серія More, серія Camel, серія Winston, Glamour, Арсенал, Прима.